# Thommy Berggren
Tommy William Berggren (Mölndal, 12 agosto 1937) è un attore svedese, vincitore del premio Guldbagge come miglior attore nel 1966.

## Biografia
Attivo dagli anni sessanta, attore di riferimento per il regista Bo Widerberg, si ritira dalle scene nella metà degli anni duemila.

## Filmografia
- Kvarteret Korpen, regia di Bo Widerberg (1963)
- Kärlek 65, regia di Bo Widerberg (1965)
- Heja Roland!, regia di Bo Widerberg (1966)
- Elvira Madigan, regia di Bo Widerberg (1967)
- L'ultimo avventuriero (The Adventurers), regia di Lewis Gilbert (1969)
- Joe Hill, regia di Bo Widerberg (1971)
- La sposa americana, regia di Giovanni Soldati (1986)
- Il figlio della domenica (Söndagsbarn), regia di Daniel Bergman (1992)
- Glasblåsarns barn, regia di Anders Grönros (1998)

## Doppiatori italiani
Nelle versioni in italiano delle opere in cui ha recitato, Thommy Berggren è stato doppiato da:
- Antonio Colonnello in L'ultimo avventuriero
- Sergio Di Stefano in La sposa americana
- Giuseppe Rinaldi in Elvira Madigan.

## Riconoscimenti
- Guldbagge
  - 1966 – Miglior attore per Heja Roland!
  - 1993 - Candidatura a migliore attore per Il figlio della domenica
  - 1996 - Candidatura a miglior attore non protagonista per Stora och små män
  - 1999 – Miglior attore non protagonista per Glasblåsarns barn

- Taormina Arte Award
  - 1984 – Maschera di Polifemo